# 伊图里河林业局
伊图里河林业局是一个位于中华人民共和国内蒙古自治区牙克石市的类似乡级单位，亦是中国内蒙古森林工业集团所属的一个林业局。
伊图里河林业局于1953年7月1日建局，位于大兴安岭北段中部，地跨牙克石市、鄂伦春自治旗。经营总面积410549公顷（含温河生态功能区，其中伊图里河林业局本土面积145612公顷），森林覆盖率89.78%。

## 行政区划
伊图里河林业局下辖以下单位：
伊东森林管护所、大其拉哈森林管护所、觉苟荀森林管护所、喀喇其森林管护所、库布春森林管护所、银阿森林管护所、温河生态功能区（原北大河林业局巴布根林场、莫那根林场、温河林场、那吉坎林场、卧斯门林场）。